# Quantian
Il sistema operativo Quantian è una rimasterizzazione della distribuzione Knoppix/Debian destinata al CAS (sistema di algebra computazionale ed il calcolo scientifico). L'ambiente si auto-configura per buona parte dell'hardware disponibile oggigiorno, e dispone di un CD-ROM/DVD direttamente avviabile che trasforma qualsiasi pc o laptop (se è bootabile da CD-ROM/DVD) in una workstation GNU/Linux a tutti gli effetti. Quantian include anche il sistema di "clustering" clusterKnoppix ed aggiunge supporto per openMosix, includendo il remote booting dei client "leggeri" in un contesto di server terminale openMosix, permettendo il rapido setup di un cluster computer SMP.

## Attualmente "dormiente"
Dal 2006, Quantian non viene più sviluppato, e non è mai giunto alla versione 1.0, dunque lo si può considerare "abandonware" a tutti gli effetti.

## Applicazioni
Numerosi pacchetti software per scopi abituali o scientifici sono distribuiti con Quantian. Dopo l'installazione, la dimensione totale del volume package è di circa 2.7 GB (Per una lista dettagliata del pacchetto vedi: Lista di tutti i pacchetti disponibili su Quantian).

### Applicazioni di base, browser, visualizzatori
I pacchetti per "utenti domestici" includono:
- KDE: l'ambiente di sviluppo desktop di default, e le sue componenti
- XMMS, Kaffeine, xine: media players
- Software per l'accesso ad internet, che include il dialer KPPP, ed altri strumenti informatici per l'utilizzo delle ISDN utilities e della WLAN
- I browsers Mozilla, Mozilla Firefox e Konqueror
- Il sistema di gestione dei masterizzatori K3b, per i CD e DVD
- Il programma di manipolazione delle immagini "The GIMP"
- Strumenti per il recupero dei dati e la riparazione dei sistemi
- Sistemi per l'analisi della rete informatica
- Strumenti per l'amministrazione di sistemi
- OpenOffice.org
- Kile, LyX

### Applicazioni scientifiche di Quantian

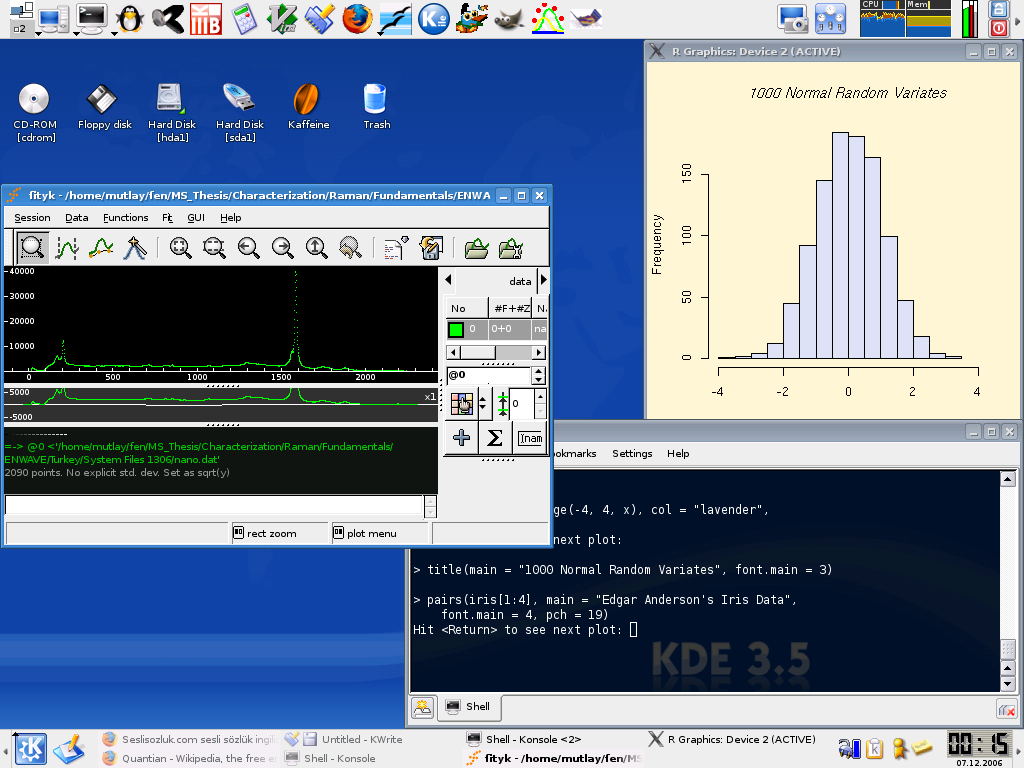
Alcune applicazioni scientifiche che sono distribuite e/o supportate da Quantian

Qui elenchiamo alcune delle applicazioni scientifiche e programmi per Quantian:
- (EN)  R, statistical computing software
- (EN)  Octave, un clone di Matlab
- (EN)  Scilab, un altro clone di Matlab
- (EN)  GSL, Libreria Scientifica per GNU
- (EN)  Maxima computer algebra system
- (EN)  Python Linguaggio di programmazione con Python numerico e scientifico
- (EN)  Fityk curve fitter
- (EN)  gchemical per chimica computazionale
- (EN)  Texmacs per editing scientifico wysiwyg
- (EN)  Grass geographic information system
- (EN)  OpenDX e Mayavi sistemi di rappresentazione dei dati
- (EN)  gnuplot, a command-line driven interactive data and function plotting utility for UNIX, IBM OS/2, MS Windows, DOS, Macintosh, VMS, Atari and many other platforms.
- LabPlot, una applicazione per il plotting di insiemi di dati e di funzioni